# Radomicko
Radomicko [pronunciación en polaco: /radɔˈmit͡skɔ/] (en alemán: Radenickel) es un pueblo en el distrito administrativo de Gmina Maszewo, dentro del Distrito de Krosno Odrzańskie, Voivodato de Lubusz, en Polonia occidental. Se encuentra aproximadamente 7 kilómetros al del noreste de Maszewo, 13 kilómetros al noroeste de Krosno Odrzańskie, 42 kilómetros al noroeste de Zielona Góra, y 72 kilómetros al sur de Gorzów Wielkopolski.
Antes de 1945 el área era parte de Alemania. Después de  la Segunda Guerra Mundial la región estuvo colocada bajo administración polaca por el Acuerdo de Potsdam bajo cambios territoriales reclamados por la Unión Soviética. La mayoría de alemanes huyeron o fueron expulsados y fueron reemplazados con los polacos expulsados de las áreas polacas anexadas por la Unión Soviética.